# Граф де Романонес
Граф де Романонес — испанский дворянский титул. Он был создан 30 января 1893 года королевой-регентшей Марией Кристиной Австрийской для известного испанского политика и историка Альваро де Фигероа и Торреса (1863—1950).
Альваро де Фигероа и Торрес был несколько раз председателем совета министров Испании (1912—1913, 1915—1917, 1918—1919), государственным советником и министром, председателем сената, депутатом и мэром Мадрида (1894—1895).
14 апреля 1910 года король Испании Альфонсо XIII пожаловал 1-му графу де Романонес титул гранда Испании.
Название графского титула происходит от названия муниципалитета Романонес, провинция Гвадалахара, автономное сообщество Кастилия-Ла-Манча.

## Графы де Романонес
| I   | Альваро де Фигероа-и-Торрес                 | 1893—1950    |
| II  | Луис де Фигероа-и-Алонсо-Мартинес           | 1951—1963    |
| III | Луис де Фигероа-и-Перес де Гусман эль-Буэно | 1965—1987    |
| IV  | Альваро де Фигероа-и-Гриффит                | 1988 — н. в. |

## История графов де Романонес
- Альваро де Фигероа-и-Торрес Сотомайор (9 августа 1863 — 11 сентября 1950), 1-й граф де Романонес, четвертый сын испанского политика Игнасио де Фигероа и Мендьета[исп.] (1808—1899), и Анна Хосефы де Торрес-и-Ромо (1832—1905), 6-й маркизы де Вильямехор.
  - Супруга — Касильда Алонсо-Мартинес-и-Мартин (1867 — ?), придворная дама королевы Виктории Евгении Баттенбергской, дочь видного политолога и юриста Мануэля Алонсо Мартинеса[исп.] (1827—1891), и Деметрии Мартин-и-Барайя (? — 1902), 1-й маркизы де Алонсо-Мартинес. Ему наследовал их старший сын:

- Луис де Фигероа-и-Алонсо-Мартинес (24 октября 1890 — 17 августа 1963), 2-й граф де Романонес , 6-й граф де ла Деэса-де-Велайос.
  - 1-я супруга — Мария де ла Консепсьон Перес де Гусман эль-Буэно-и-Салаберт (1896—1927), 9-я графиня де Кинтанилья, дочь Ильдефонсо Переса де Гусмана эль-Буэно-и-Гордона, 6-го графа де Торре-Ариас, и Марии де лос Долорес Салаберт Артеага, 8-й маркизы де ла Торрес де Эстебан Амбран.
  - 2-я супруга — Бланка Мария де Бурбон-и-де Леон (1898—1989), дочь Франсиско де Паулы Марии Тринидад Энрике Габриэля Мигеля Рафаэля Эдмундо Буэнавентуры де Бурбона-и-Кастельви (1853—1942), и Фелисии де Леон-и-Наварро де Бальбоа (1861—1943). Ему наследовал его сын от первого брака:

- Луис де Фигероа-и-Перес де Гусман эль-Буэно (20 ноября 1918 — 29 ноября 1987), 3-й граф де Романонес, 7-й граф де ла Деэса-де-Велайос и 10-й граф де Кинтанилья.
  - Супруга — американка Мария Алин Гриффит Декстер (1923—2017), дочь страхового агента Уильяма Гриффита и Мэри Декстер. Ему наследовал их старший сын:

- Альваро де Фигероа-и-Гриффит (род. 21 февраля 1949), 4-й граф де Романонес , 8-й граф де ла Деэса-де-Велайос и 11-й граф де Кинтанилья.
  - Супруга — Лусия Домек-и-Уильямс, сестра Сандры Домек Уильямс, первой жены испанского актёра и певца Бертина Осборне.

## Генеалогическое древо
|  |  |  |  | Альваро де Фигероа-и-Торрес, 1-й граф де Романонес (1863—1950)       |  |  |  |  |  |
|  |  |  |  |                                                                      |  |  |  |  |  |
|  |  |  |  | Луис де Фигероа-и-Алонсо-Мартинес, 2-й граф де Романонес (1890—1963) |  |  |  |  |  |
|  |  |  |  |                                                                      |  |  |  |  |  |
|  |  |  |  | Луис де Фигероа-и-Перес де Гусман, 3-й граф де Романонес (1918—1987) |  |  |  |  |  |
|  |  |  |  |                                                                      |  |  |  |  |  |
|  |  |  |  | Альваро де Фигероа-и-Гриффит, 4-й граф де Романонес (род. 1949)      |  |  |  |  |  |
|  |  |  |  |                                                                      |  |  |  |  |  |
|  |  |  |  | Кристина де Фигероа-и-Домек (род. 1976)                              |  |  |  |  |  |